# Tanganella appendiculata
Tanganella appendiculata is een mosdiertjessoort uit de familie van de Victorellidae. De wetenschappelijke naam van de soort is voor het eerst geldig gepubliceerd in 1982 door Jebram & Everitt.